# Бил Потс
Бил Потс (енгл. Bill Potts) измишљени је лик који је створио Стивен Мофат, а тумачила Перл Меки у британској научнофантастичној телевизијској серији Доктор Ху. У десетом серијалу серије, почевши од прве епизоде, Бил је служила као сапутница Дванаестог Доктора, инкарнације ванземаљског путника кроз време познатог као Доктор (кога је тумачио Питер Капалди).

## Појављивања

### Телевизија
Бил Потс се први пут појавила у премијерној епизоди десетог серијала, „Пилот”. При њиховом првом сусрету, Бил открива Доктора који се крије као универзитетски професор. Приметивши њен неискоришћени потенцијал, он јој нуди приватно подучавање. Међутим, када се Билина симпатија Хедер (Стефани Хајам) претвори у водено створење које може да путује било где у простору и времену, Доктор открива Бил своју ванземаљску природу и узима је као своју сапутницу, на велику жалост његовог асистента Нардола (Мет Лукас) који позива Доктора да остане у Бристолу и чува необичан трезор испод универзитета.
У наредним епизодама, Бил учи о природи Доктора као Господара времена и правилима путовања кроз време, спречавајући ванземаљске инвазије и завршавајући сукобе на далеким планетама и дубоком свемиру, све време се приближавајући Доктору. У завршници серијала „Док је света и века” / „Докторв пад”, Бил је погођена у срце пошто је Докторова посада реаговала на позив ванземаљаца у помоћ на свемирском броду, а претећи научници је однесу на доњу палубу где време тече много брже. Билин живот је спашен, али прошло је десет година пре него што је Доктор успео да дође до ње, а за то време она се претворила у Кибержену. Иако су Киберљуди обично без осећања и паклено склони претварању људи у своју врсту, Бил је задржала своју људскост и осећај идентитета као резултат посебних искустава која је имала на путовању са Доктором. Када су Киберљуди поражени, Бил је потпуно сама: Доктор је наизглед мртав, Нардол је одвео избеглице Мондазијанаца на сигурно, а она је ужасно чудовиште. Међутим, спашава је Хедер која је претвара у створење попут ње и нуди Бил избор да заједно путују кроз простор и време или да се поново врати у свој живот на Земљи као нормално, живо људско биће. Бил враћа Докторово тело у ТАРДИС и тужно се опрашта од њега, а онда креће са Хедер да истражује универзум.
Мекијева се последњи пут појављује у епизоди „Било двапут” као живи аватар Билиних сећања прикупљених на њеној самрти од стране Пројекта Тестамент. Препознајући себе као Билин наставак, она је одушевљена што поново види Доктора и помаже му на свом путу да прихвати да се мора поново регенерисати.
У специјалу поводом 60. годишњице, „Кикот”, Творац Играчака приказује Бил као марионету поред Ејми Понд и Кларе Освалд, ругајући се Доктору подсећајући га на сапутнике који су помрли док су путовали с њим.

### Други медији
У априлу 2017. објављена су три нова Доктор Ху романа у којима се појављују нови сапутници Нардол и Бил Потс. Њихови наслови су Светлуцави човек, Пљачкаши и Град куге. Пре него што је емитована њена премијерна епизода, Бил се појавила на кратко у стрипу Часописа Доктор Ху под називом „Сулуда димензија”, заједно са Нардолом у издању број 511 (мај 2017).
Романизација епизоде „Било двапут” Пола Корнела открива више појединости о Билиним искуствима након догађаја у „Докторовом паду”. У њој се наводи да су Бил и Хедер истраживале Млечни пут заједно неко време све док Бил није предложила да поново покушају да буду људи. Док су проводили време заједно на Земљи – имајући довољно новца да изнајме стан и усвоје мачке – Бил све више упознаје и завољава Хедер као особу. Много година касније, оне одлучују да живе поред мора и остаре као људи. На самртној постељи, Бил каже Хедер да је напусти и настави свој астрални живот. Након прихватања људске смрти, Бил постаје део Тестамента. Када је наишла на Доктора, Тестамент привремено ограничава Билин приступ неким њеним сећањима како би могла да ступи у интеракцију са Доктором какву ју је познавао како би испитала његову веродостојност. Ово ограничење је укинуто на крају приче.

## Кастинг и развој
„Бил је кул – прилично је млада, не зна много о свету. Веома је реална – није имала баш лако васпитање и иако не дозвољава да то утиче на њен свакодневни живот, то је ту испод површине – може бити прилично одбрамбена. Она је забавна, узбуђена је, помало је штреберка – прилично воли научну фантастику, бави се свемиром и таквим стварима, па када крене у пустоловине са Доктором и открије да ванземаљци постоје, такве ствари је одушевљавају што је стварно кул.”

Перл Меки
У априлу 2016. објављено је да ће Перл Меки глумити најновију сапутницу Бил Потс након одласка Џене Колман. Да би избегли цурење података док су одржавали кастинг за нову сапутницу, продукцијска екипа је користила термин „Зао град” (енгл. Mean Town), анаграм за „Десету жену” (енгл. Ten Woman); ово је референца на чињеницу да је Бил сапутница у десетом серијалу, а то је открио је кастинг директор Енди Прајор за Radio Times. Продуцент Стивен Мофат рекао је да је Мекина етничка припадност била фактор у одлуци да добије улогу, јер је желео да глумачка екипа буде разноврснија: „Одлучили смо да нова сапутница неће бити белкиња [ ...] јер би у томе требало да радимо боље”. Бил је такође прва сапутница у серији која је отворено хомосексуална.
Сцена за претпремијеру снимљена је у априлу 2016. као део промотивног клипа приказаног 23. априла 2016. на каналу BBC One током полувремена полуфинала ФА купа 2015/16. Под називом „Пријатељ из будућности”, приказан је Билин и Докторов сусрет са Далецима. Упркос почетним сумњама да ће ова сцена бити укључена у сам серијал, њени делови су укључени у Мекину дебитантску епизоду „Пилот”.
Мекијева описује Бил као „кул, заиста забавну и веома узбуђену” и да је „заиста млада и не зна много о свету”. Капалди описује њен лик при уласку у серију као „обично људско биће из стварног света коме су све ове ствари изванредне, она не зна ништа о томе”. Бил изазива Докторове начине, прозивајући га због проблема са којима се дуго није суочавао, а имајући радознали ум, она му стално поставља питања.
Дана 23. јула 2017. објављен је трејлер за божићни специјал из 2017. „Било двапут”, који је открио да је Мекијева укључена у ову епизоду. Истог дана, Мекијева је званично објавила на Сан Дијего Комик Кону да неће поновити улогу у једанаестом серијалу.
Иако је њено име исто као и надимак Вилијама Хартнела који је играо Првог Доктора (и чија се супруга, као и Билина девојка, звала Хедер), творац Стивен Мофат рекао је да је ово била случајност. Име лика је у ствари било подстрекнуто када је Мофат чуо Дејвида Тенанта, који је тумачио Десетог Доктора, како лежерно дозива Били Пајпер именом Бил на снимању специјала „Дан Доктора” 2013. године.

## Пријем
Пре него што је епизода емитована, одржана је рана пројекција за критичаре. Опште критике за Мекин лик су биле помешане. Након емитовања њене прве епизоде, лик је примљен позитивније.
Патрик Малкерн из часописа Radio Times описао је Перл Меки као „тренутну победу у улози новопечене сапутнице Бил”. Сајмон Бру са веб-сајта Den of Geek такође је дао позитивну рецензију о Мекијевој, хвалећи хумор у њеној улози. Аласдер Вилкинс из онлајн новина The A.V. Club рекао је да је Мекијева донела „енергију која се разликује од било које претходне сапутнице нове серије” и назвао је њено прво појављивање „солидним уводом”. Вилкинс је такође прокоментарисао „да је она лезбијка, црнкиња и девојка из радничке класе која представља још један добродошао корак у способности Доктора Хуа да рефлектује читав распон [оних] који уживају у серији и препознају се са њеним ликовима”.
Међутим, Кетрин Ги из новина The Daily Telegraph дала је негативнију рецензију, рекавши да Мекијевој у премијерној епизоди „недостаје харизматична искра Џене Колман” и да је Мекин лик „збркан”, али је похвалила чињеницу да Бил није из средње класе.